# Yuki Kodama
Yuki Kodama (japonês: 小玉 ユキ, Hepburn: Kodama Yūki) é uma mangaká japonesa. Ela fez sua estreia em 2000 com a série Zakuro (柘榴) publicada na Cutie Comic, uma revista de mangá publicada pela Takarajimasha.  Kodama publicaria vários trabalhos curtos na Cutie Comic e na Vanilla, uma revista publicada pela Kodansha, no início a meados dos anos 2000.
No entanto, ela é mais conhecida como a criadora da série Sakamichi no Apollon (Kids on the Slope), que foi serializada na revista Monthly Flowers de 2007 a 2012. A série, que Kodama baseou em sua própria experiência de crescer em Sasebo, foi o melhor mangá para mulheres segundo a edição de 2009 da classificação anual Kono Manga ga Sugoi! publicada pela Takarajimasha, além de ganhar o 57º Prêmio Prêmio de Mangá Shogakukan em 2012 para mangás em geral. Em 2012, Sakamichi no Apollon foi adaptado para um anime pelo diretor Shinichiro Watanabe.
Na sequência, Kodama escreveu o mangá Tsukikage Baby, um drama focado em eventos em uma tradicional cidade japonesa a partir da perspectiva de várias famílias diferentes. A série, que foi publicada de 2013 a 2017 na Monthly Flowers, foi um dos mangás mais bem classificados para mulheres em 2014 no Kono Manga ga Sugoi!. Sua próxima série, Chiisako no Niwa, também publicada na Monthly Flowers, foi publicada de 2017 a 2018, e ficou em oitavo lugar no Kono Manga ga Sugoi! de 2019.  Seu trabalho mais recente, Ao no Hana, Utsuwa no Mori, é publicado na Monthly Flowers desde 2018.

## Trabalhos

### Séries
- Hagoromo Mishin (publicado na Monthly Flowers, 2007)[14]
- Sakamichi no Apollon (publicado na Monthly Flowers, 2007 – 2012)[4]
- Tsukikage Baby (publicado na Monthly Flowers, 2013 – 2017)[7][8]
- Chiisako no Niwa (publicado na Monthly Flowers, 2017 – 2018)[10][11]
- Ao no Hana, Utsuwa no Mori (publicado na Monthly Flowers, 2018 – presente)[13]

### One-Shots
- Zakuro (publicado na Cutie Comic, 2000)[2]
- Hōsekibako no Ningyo (publicado na Yawaraka Spirits, 2013)[15]
- Underground (publicado na Zōkan Flowers, 2014)[16]